# Emilie Kaulla
Emilie Isabella Kaulla (* 9. Juli 1833 in Karlsruhe; † 29. September 1912 in München) war eine deutsche Sängerin und Gesangspädagogin.

## Leben
Kaulla war die Tochter des Karlsruher Hofgerichtsadvokaten Veit Ettlinger und seiner zweiten Frau Sarah Sophie, geborene Kaulla, aus Augsburg. Als Sängerin im gemischten Chor des Karlsruher Cäcilienvereins erhielt sie ihre erste Stimmbildung bei dem Opernsänger Anton Haizinger. 1858 bis 1861 hielt sie sich bei ihrem Bruder in Paris auf. Durch ihren zu dieser Zeit ebenfalls in Paris lebenden Vetter, den Komponisten Friedrich Gernsheim, kam sie in Kontakt mit Julius Stockhausen, in dessen von ihm geleiteten Chor sie mitsang, und der Sängerin und Gesangslehrerin Pauline Viardot-Garcia, die beide ihre stimmliche Entwicklung beeinflussten. Zum Bekanntenkreis des Vetters gehörten unter anderem auch der Komponist Camille Saint-Saëns, der Dirigent Édouard Colonne und die Violonistinnen Teresa und Maria Milanollo sowie die Brüder Hermann und Wilhelm Levi.
Zurück in Deutschland heiratete sie 1861 den Bankier Hermann (Hirsch) Kaulla (1821–1876) aus Harburg, ein Verwandter ihrer Mutter. Kurz darauf übersiedelte das Paar nach München, wo Kaulla ein Bankgeschäft eröffnete und unter anderem zum Geschworenen beim Münchner Schwurgericht bestellt wurde. Der Ehe entstammten zwei Kinder, Margarete und Friedrich (Salomon).
In München nahm Emilie Kaulla weiterhin Gesangsunterricht – unter anderem bei der Wagnersängerin Caroline Leonoff (1842–1888; 1871 verheiratete Kempter) – und initiierte ein Gesangsquartett. Durch die Vermittlung des nach München zurückgekehrten Hermann Levi kamen als Gäste ihres musikalischen Salons die noch weitgehend unbekannten Komponisten Johannes Brahms und Richard Strauss, die hier ihre ersten Kompositionen vorstellten. Weitere Besucher waren Felix Mottl, Felix vom Rath und Max von Schillings sowie Ludwig Thuille und sein Schüler Julius Weismann.
1876, nach dem Tod ihres Gatten, wurde Emilie Kaulla, selbst Sopranistin, als Gesangslehrerin tätig. Zu ihren Schülerinnen gehörten unter anderem die spätere Konzertsängerin Pia von Sicherer (1854–1922), Fritz Rémond, Clara Weber, die Sopranistin und Schauspielerin Charlotte Schloß (1871–1911) und die Norwegerin Elisabeth Munthe-Kaas (1882–1959). Ihr Gesangsquartett erweiterte sie zu einem größeren Chor, zu dessen Leitung sie zeitweise unter anderem Joseph Rubinstein und Wilhelm Kienzl gewinnen konnte.
In den 1880er Jahren veranstaltete sie mit ihren Schülern und Schülerinnen mehrere Aufführungen, so Der Holzdieb von Heinrich Marschner, Johann von Paris von François-Adrien Boieldieu, das Singspiel Die Verschworenen (Der Häusliche Krieg) von Franz Schubert, die komischen Opern Maurer und Schlosser von Daniel-François-Esprit Auber oder Gutenacht, Herr Pantalon von Albert Grisar.
Befreundet war sie unter anderem mit der Münchner Frauenrechtlerin Hedwig Pringsheim.